# 太魯閣国家公園

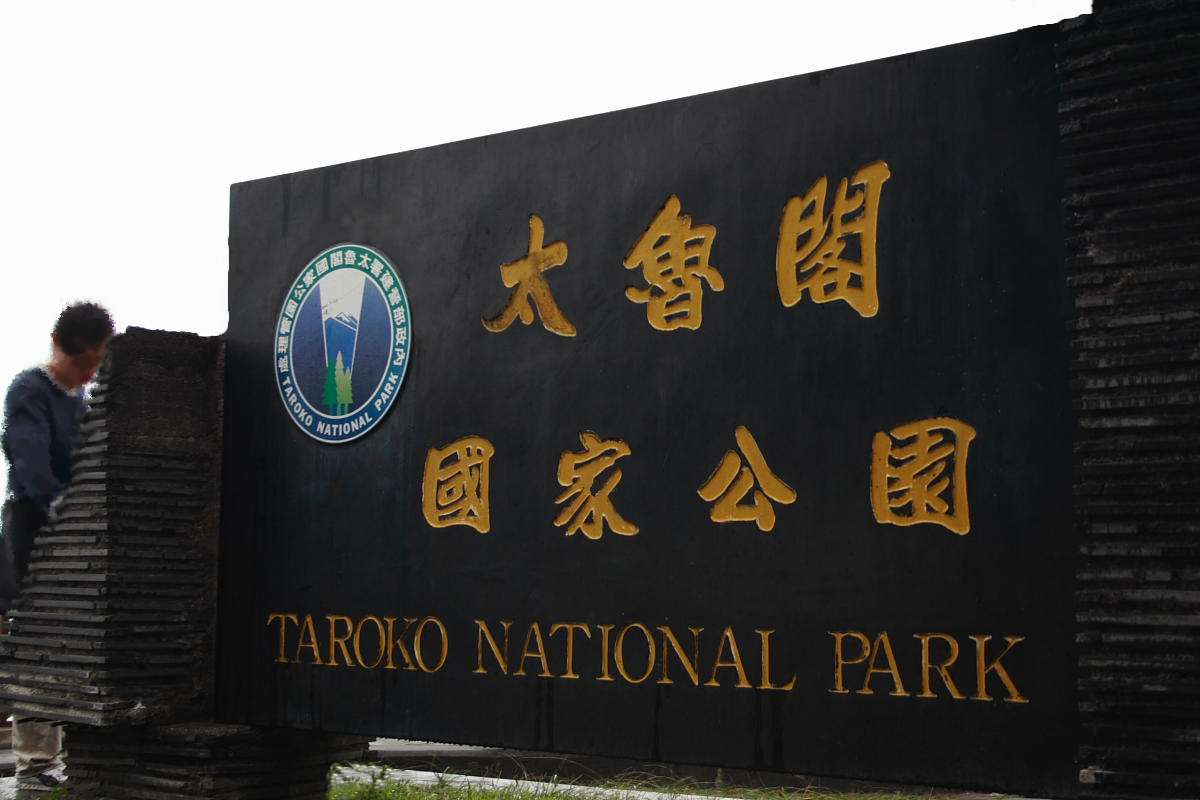
太魯閣国家公園

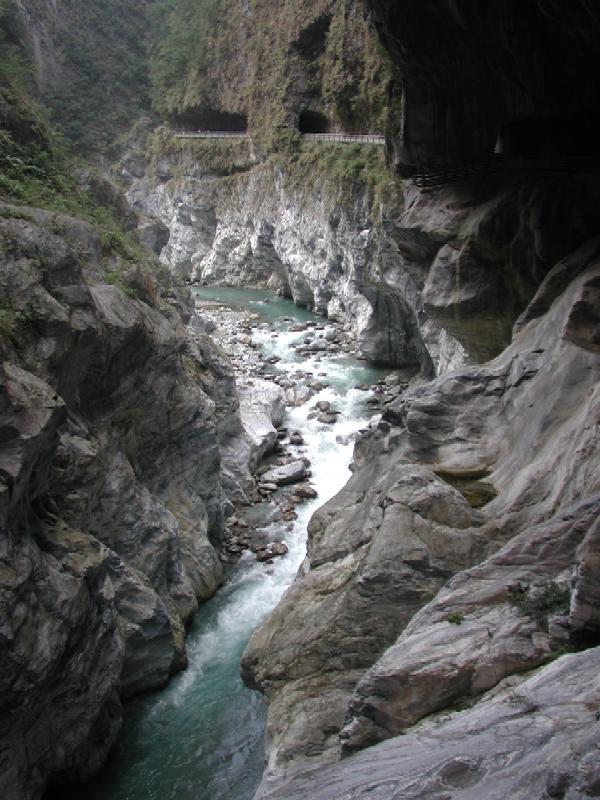
九曲洞

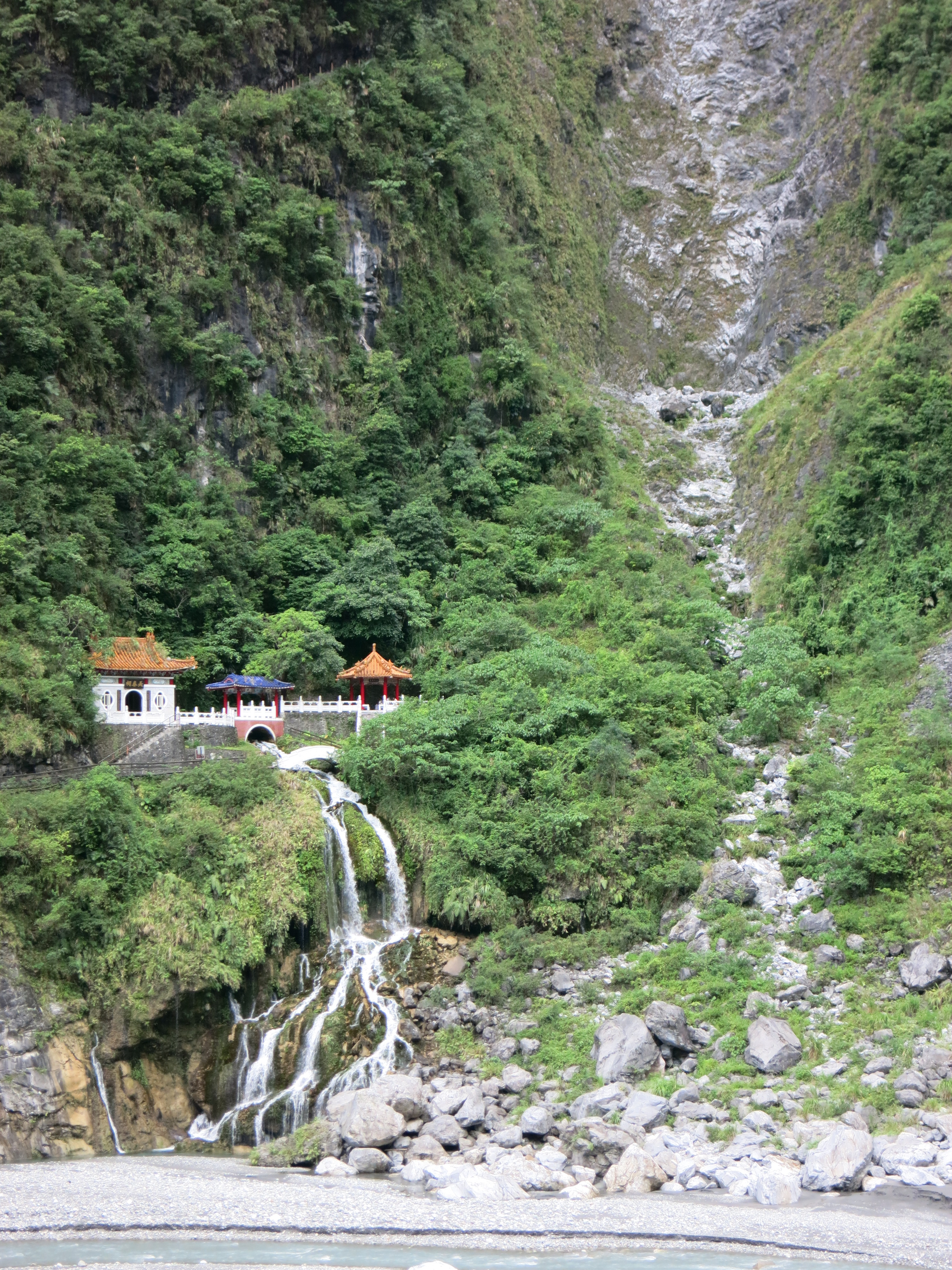
長春祠

太魯閣国家公園（タロコ-こっかこうえん）は、台湾の国立公園。総面積は9万2000ヘクタール。行政区画上は花蓮県、台中市、南投県に属している。
公園内の太魯閣渓谷（タロコ渓谷）は、立霧渓が大理石の岩盤を侵食して形成された大渓谷。奇岩怪石と水の美しさゆえ、台湾の中でも特に人気のある観光地である。
「タロコ」の地名は流域の台湾原住民タロコ族の言葉で「連なる山の峰」を指すとも、高名な頭目の名に由来するともいう。

## 主な名所
- 九曲洞

太魯閣渓谷でもっとも素晴らしい景観が見られる場所。2017年11月に新しい遊歩道が開通した。
- 長春祠

東西横貫公路の工事中に殉職した212名の霊が祀られている場。
- 燕子口

岩壁に多くの小さな洞穴があり、そこで無数のツバメが巣を作っているため燕子口と名付けられた。
- 慈母橋

赤い総大理石造りの橋。
- 天祥

宿泊・飲食の施設が集中している場所。標高480m程に位置する。この地は元来タロコ族の言葉でシュロを意味する地名「タビト」で、日本統治時代もその名が継承された。しかし国民党政府時代、元のクビライに才能を惜しまれ、再三仕官を勧告されながらも、国家に殉じて処刑された南宋の忠臣、文天祥にちなみ、現在の地名に改められた。
かつての台湾総督・佐久間左馬太を祭神とした「佐久間神社」が在った場所には、現在は文天祥の像がある。
- 錐麓大断崖

高さ200mの大理石の１枚岩がそそり立っている。「離縁坂」という坂がある。
- 流芳橋
- 大禹嶺
- 布洛湾
- 白楊瀑布

天祥から中部横貫公路を900 m西に歩くと白楊歩道への入口（トンネル）がある。ここから白楊歩道を約2.1 km歩いて観爆台に到達する。

## 歴史
- 1937年12月27日　台湾総督府が「次高タロコ国立公園」として太魯閣周辺の広い地域を国立公園に指定する。
- 1945年8月15日　日本が敗戦し、台湾が中華民国統治下に置かれるとともに「次高タロコ国立公園」は無くなる。
- 1986年11月28日　「太魯閣国家公園」が成立する。

## 交通
- 昼間のみ、東部幹線花蓮駅-新城（太魯閣）駅-天祥間のバスが1時間に1本程度の割合で運転されている[1]。所要時間は、天祥行き1時間15分、花蓮行き1時間で公園内の経路が一部異なる。主な見どころにはバス停があり、1日券、2日券が販売されている[2]。
- 花蓮空港から車で約30分
- 天祥までの観光、昼食、アミ族の踊りの鑑賞がセットになった現地ツアーがある。前日までに花蓮市内のホテルに申し込めば、ホテル、鉄道駅、空港まで送迎してくれる。台北などからの往復の列車をセットにした日帰りツアーも販売されている。

## ギャラリー

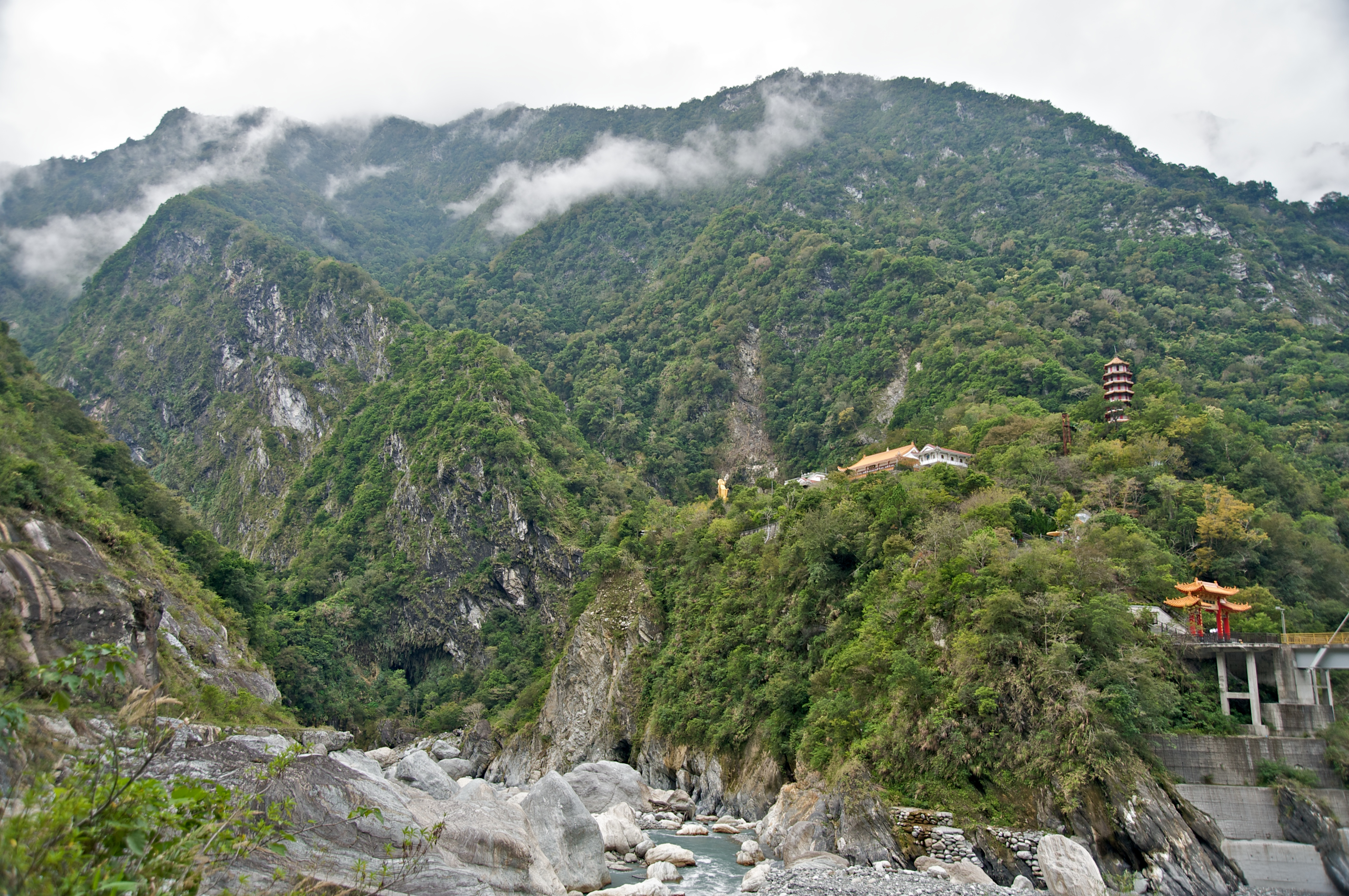
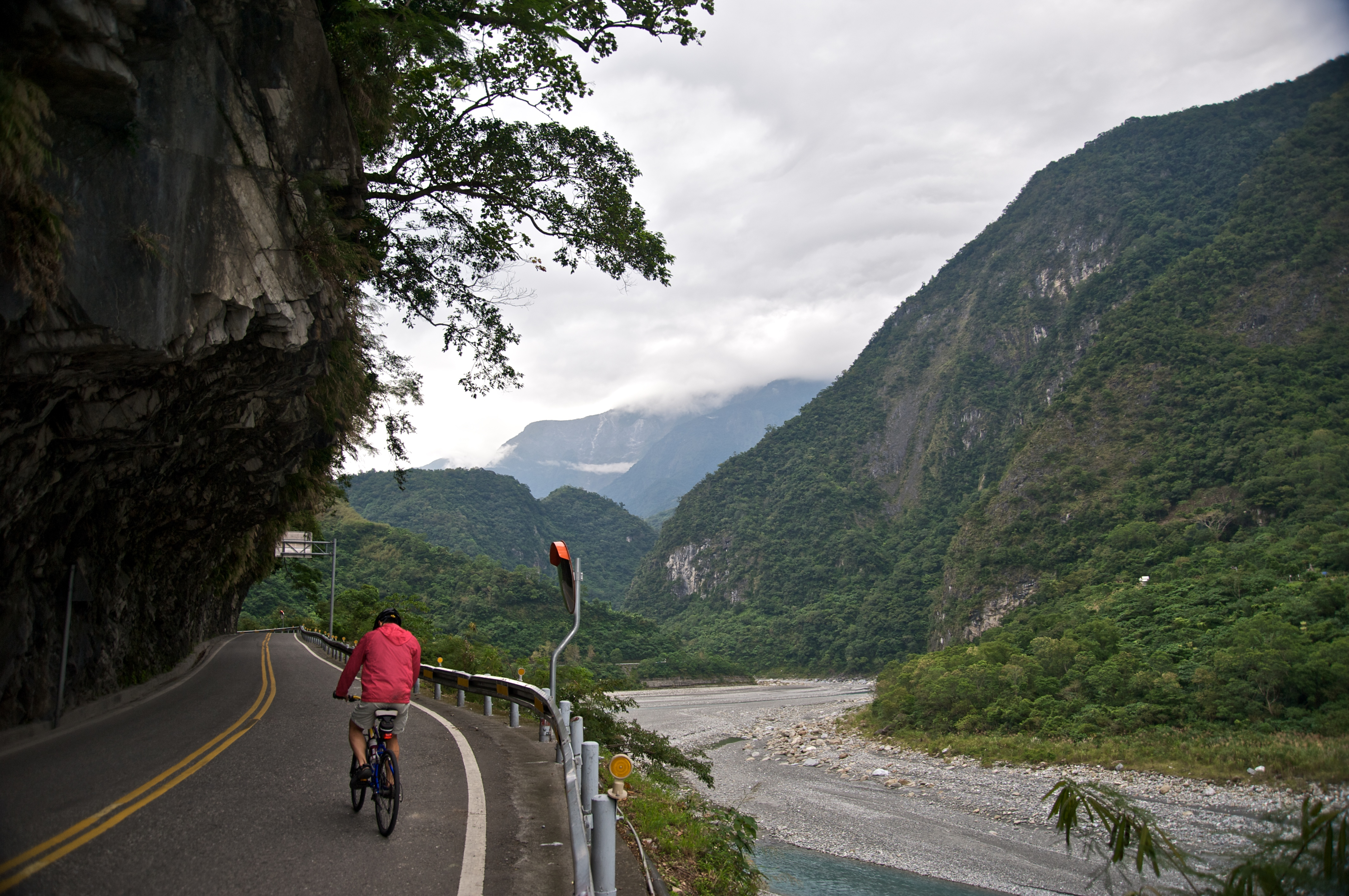
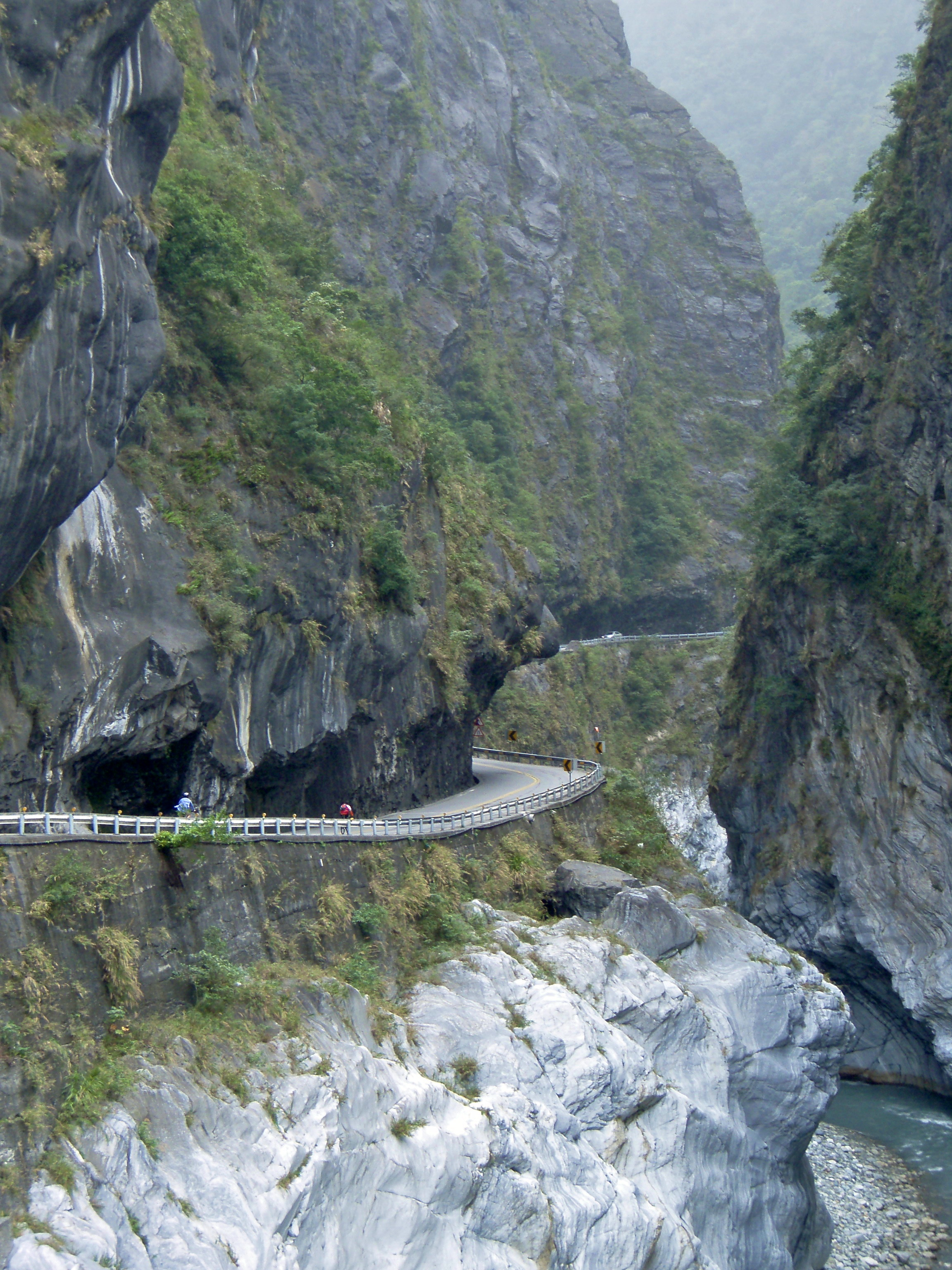
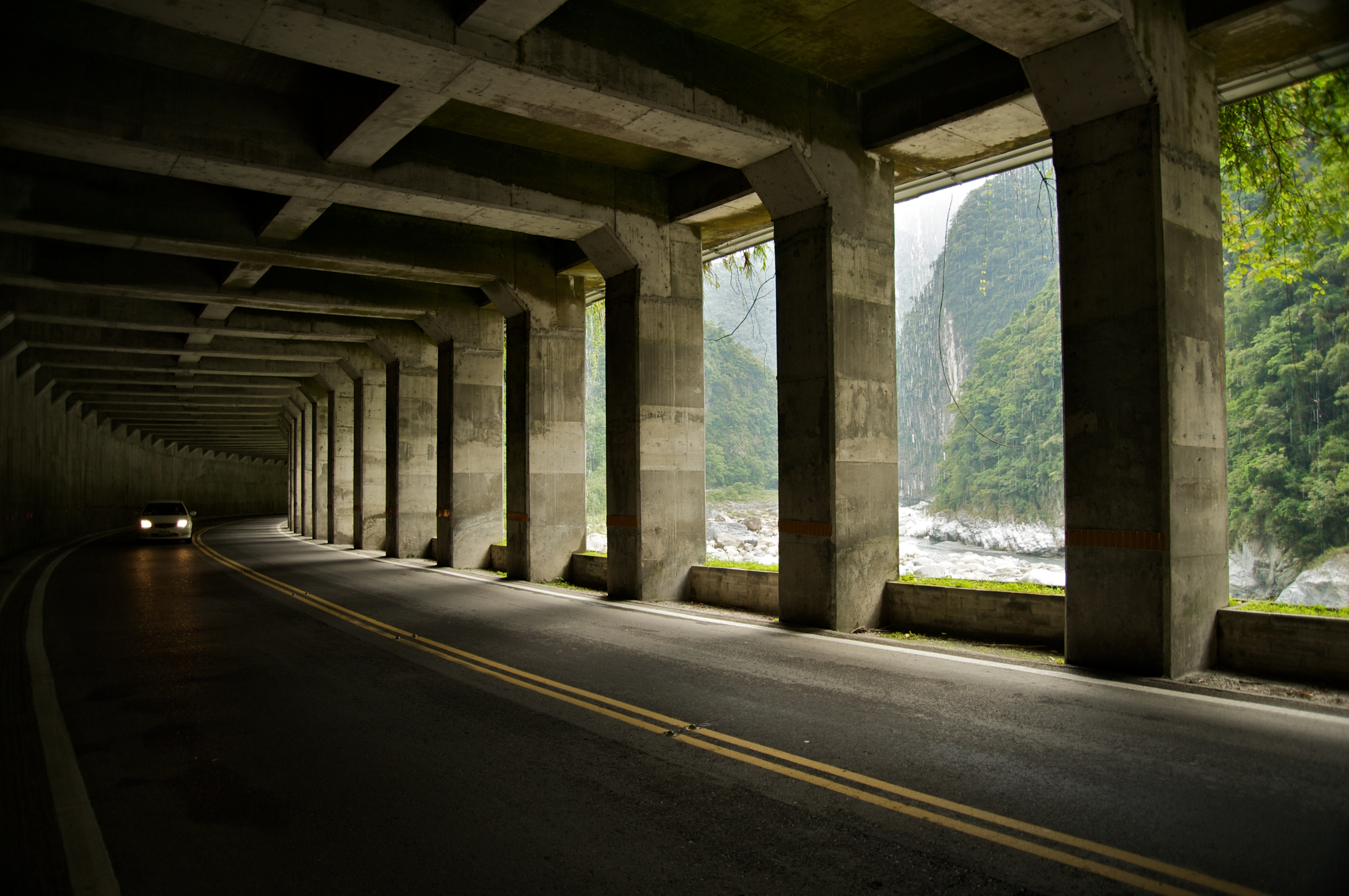
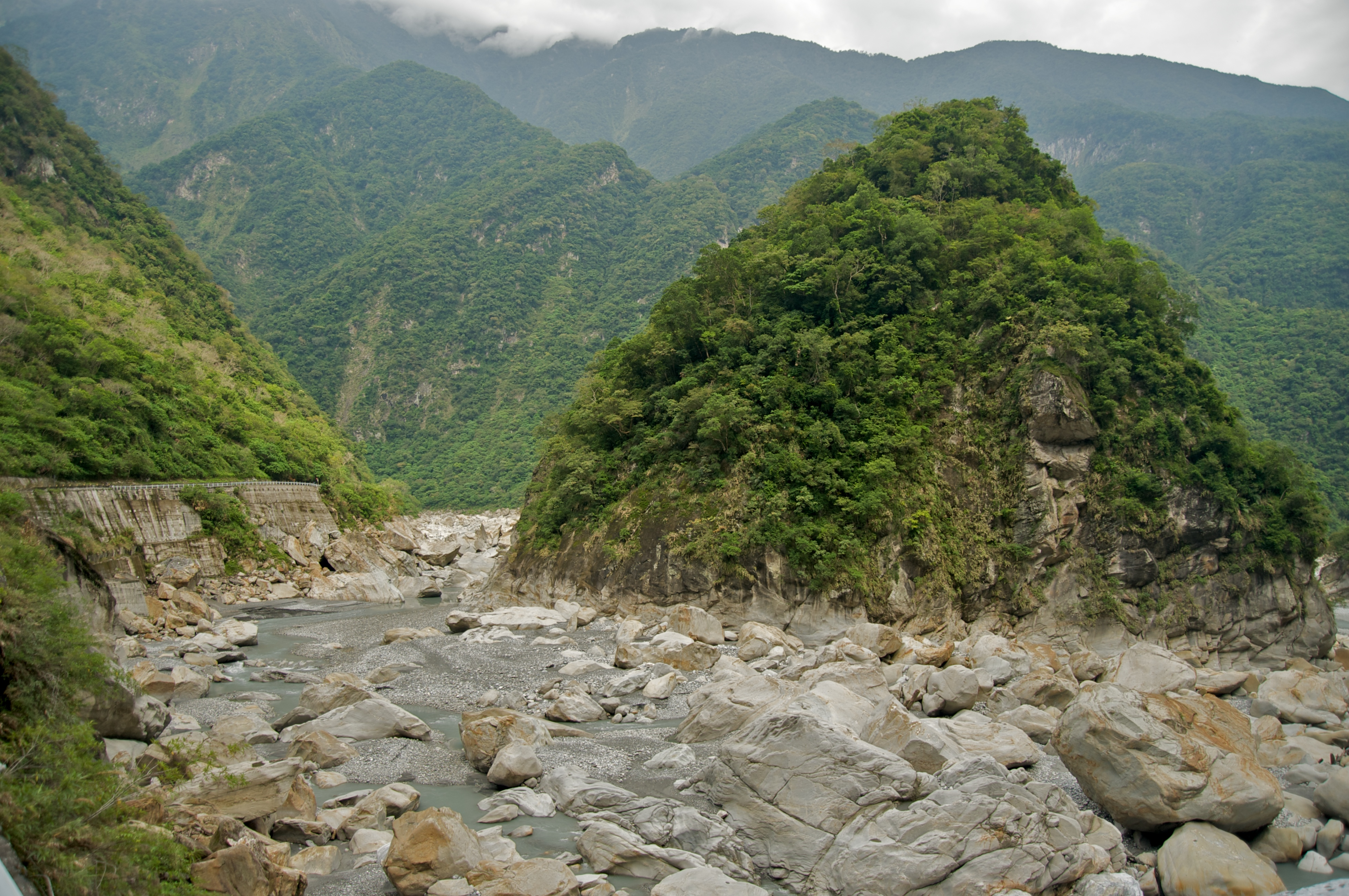
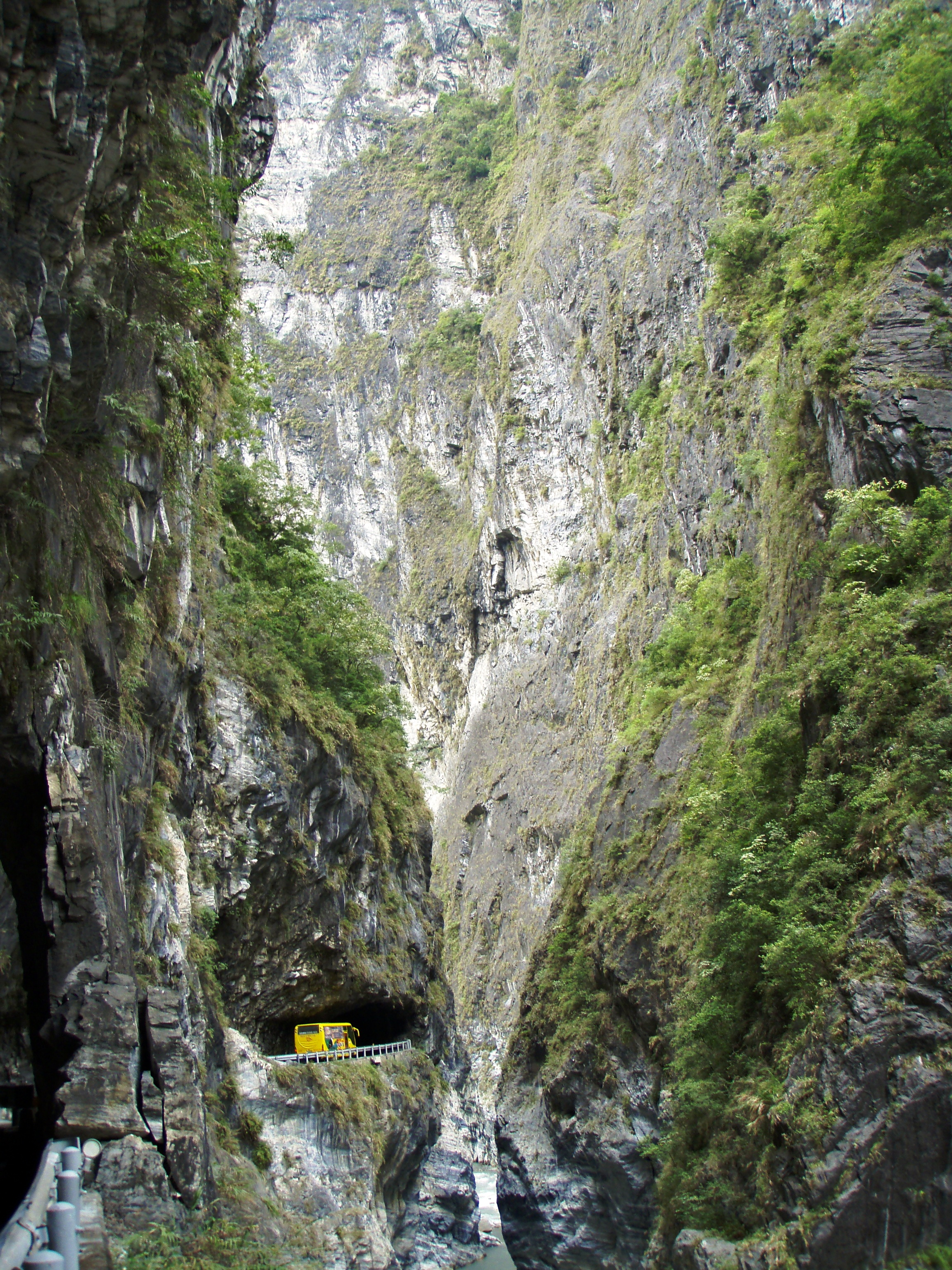
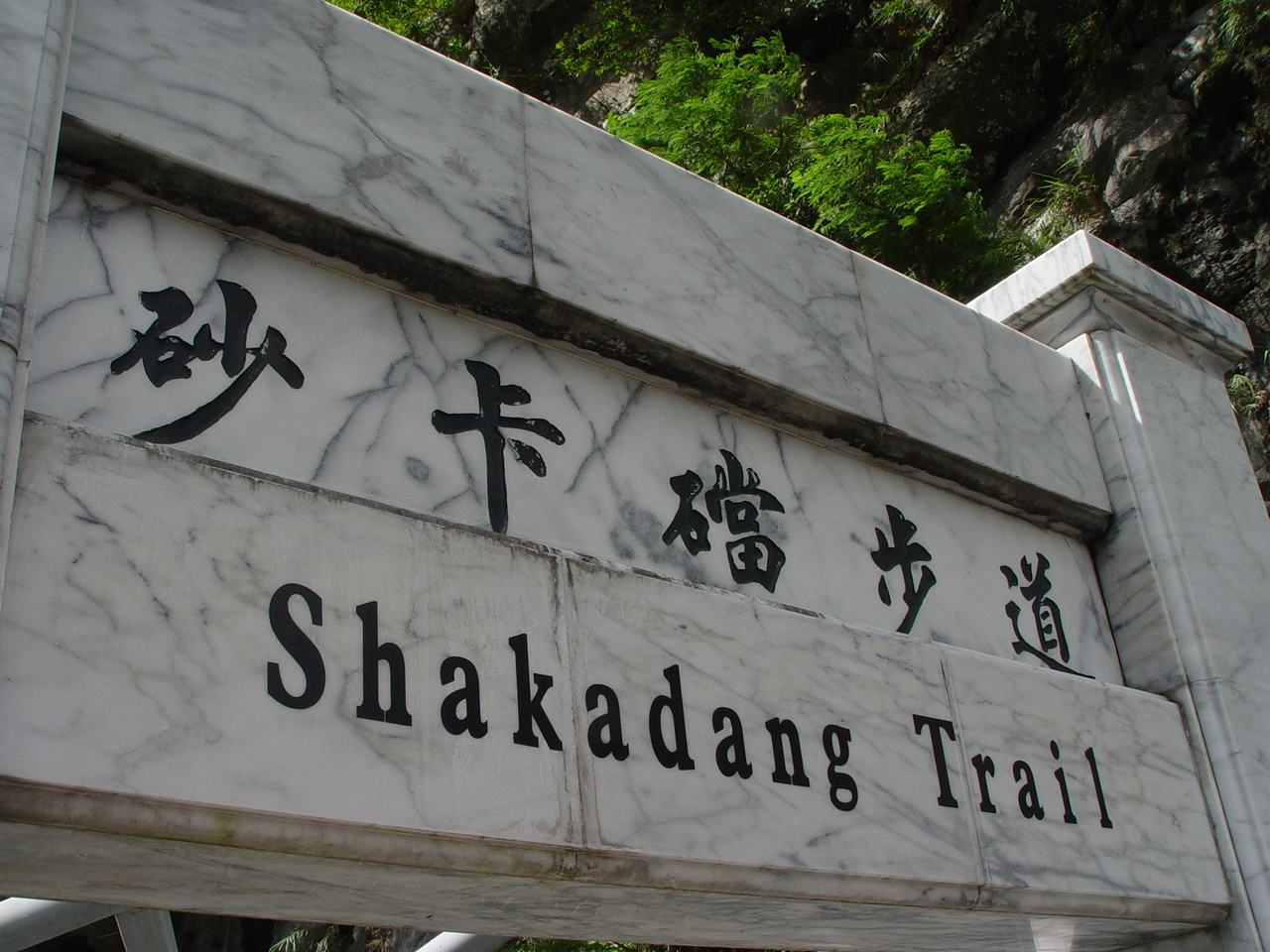
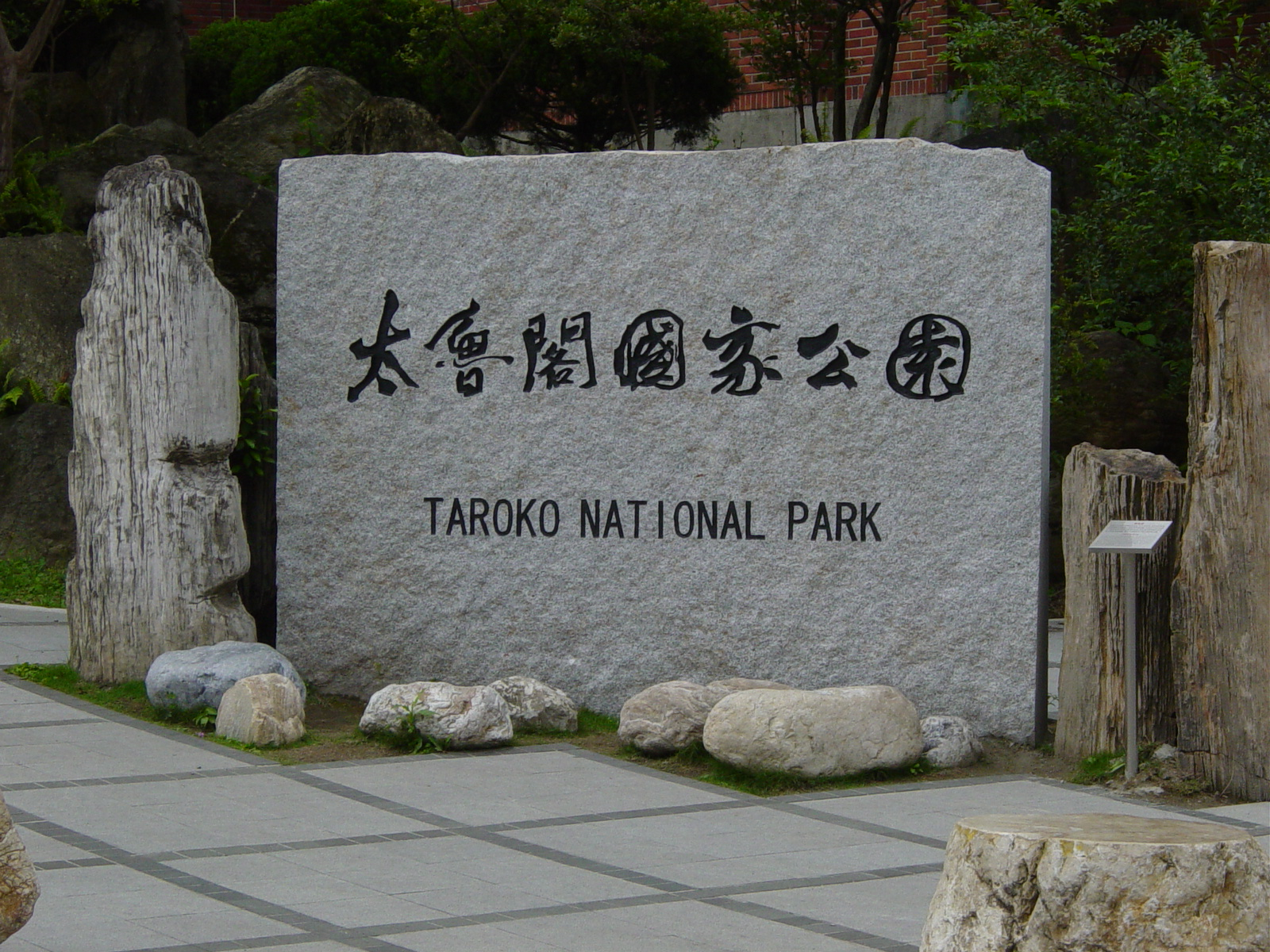
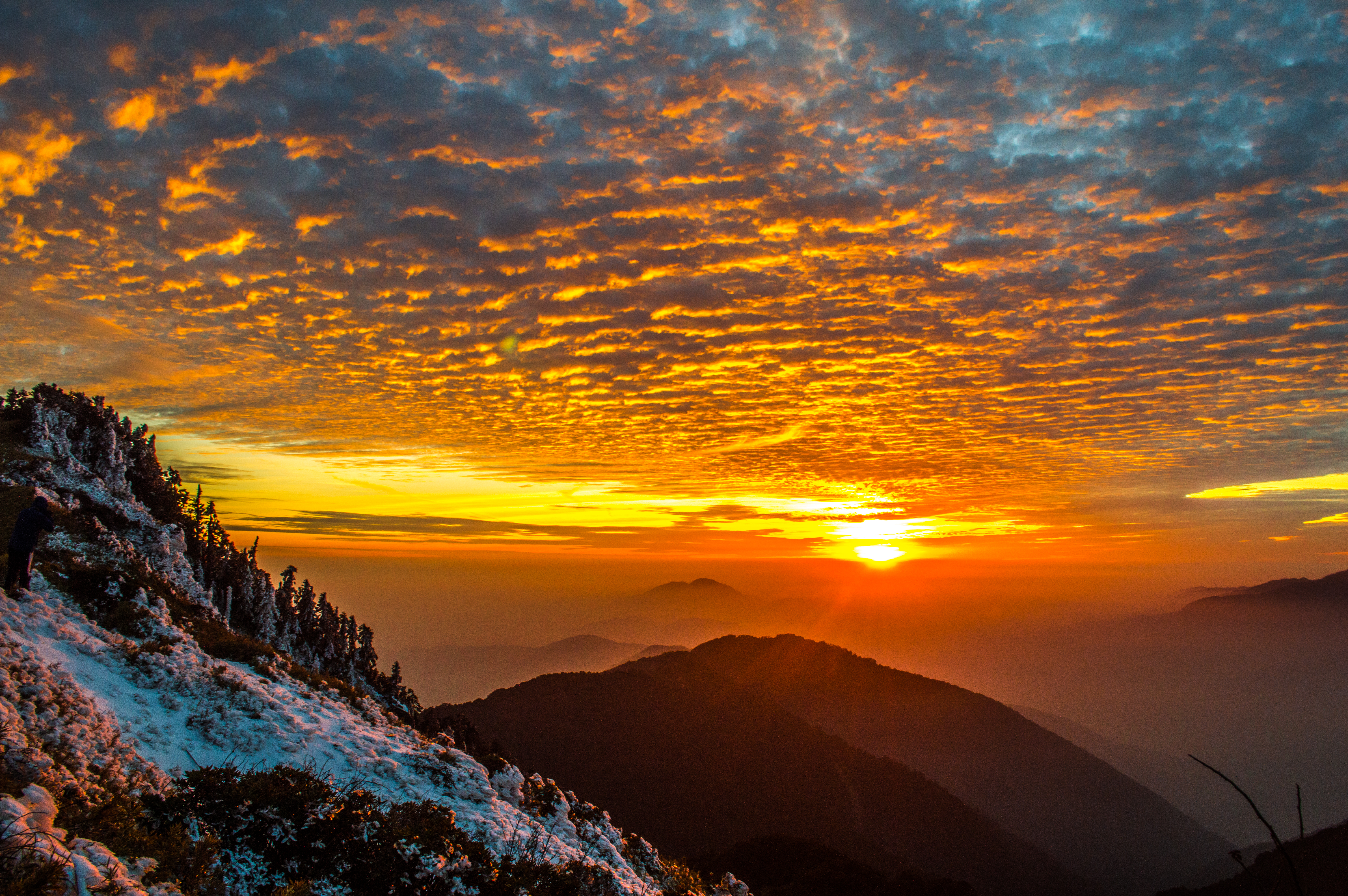